# Furio Monticelli
Furio Monticelli (Montefiascone, 18 dicembre 1888 – Marina di Campo, 18 agosto 1970) è stato un generale italiano.
Fu un generale del Regio Esercito, durante la seconda guerra mondiale.

## Biografia
Ammesso ai corsi della Reale Accademia militare di Modena, ne uscì nel 1912 come sottotenente del Corpo dei Bersaglieri e partecipò alla Guerra italo-turca.
Tenente del 3º battaglione indigeni eritrei, nel 1914 ottenne una medaglia d'argento al valor militare. 
Nel 1914 si sposò a Marina di Campo con Matilde Pisani, figlia del generale Silvestro Pisani.
Nella prima guerra mondiale fu capitano di reggimento bersaglieri, e ottenne diversi riconoscimenti al valor militare, tra cui una seconda medaglia d'argento al valor militare. Nel 1918 fu promosso maggiore del 6º Reggimento bersaglieri.
Da tenente colonnello fu prima al 3º Reggimento bersaglieri, poi al comando della divisione militare di Livorno.
Da Colonnello fu comandante del 9º Reggimento di Fanteria "Regina" a Rodi, e capo di stato maggiore del quartier generale nelle isole dell'Egeo.
Da Generale di brigata il 20 maggio 1939 fu Comandante della 2ª Divisione Celere "Emanuele Filiberto Testa di Ferro", comando che mantenne allo scoppio della seconda guerra mondiale.
Dal 10 ottobre 1940 al 19 maggio 1942 fu Comandante della 12ª Divisione Fanteria "Sassari",durante l'invasione e l'occupazione della Croazia, dove si mostrò contrario ai massacri sui serbi degli Ustascia di Pavelic.
Dal 1º gennaio 1942 fu promosso generale di divisione e il 26 maggio 1942 gli fu conferita l'onorificenza di Cavaliere dell'Ordine militare di Savoia.
Il 20 maggio 1942 fu nominato Capo di stato maggiore della 7ª Armata, prima a Napoli poi a Potenza, sino all' 11 luglio 1943, quando fu sostituito dal generale Raffaele Pelligra.
Dal 12 luglio 1943 fu addetto al Ministero della guerra con incarichi speciali. Fu posto in quiescenza con il grado di generale di corpo d'armata.
Nel dopoguerra fu presidente del Museo storico dei bersaglieri.